# Деж
Деж (рум. Dej; венг. Dés; нем. Desch, Burglos) — город на западе Румынии, в жудеце Клуж. Население — 38,1 тыс. жителей (2002). Железнодорожный узел.
Деревообрабатывающий комбинат, целлюлозно-бумажная, цементная, пищевая (борошнева, маслобойни, мясоконсервный) промышленность. В окрестностях Дежа — добыча каменной соли.

## Галерея

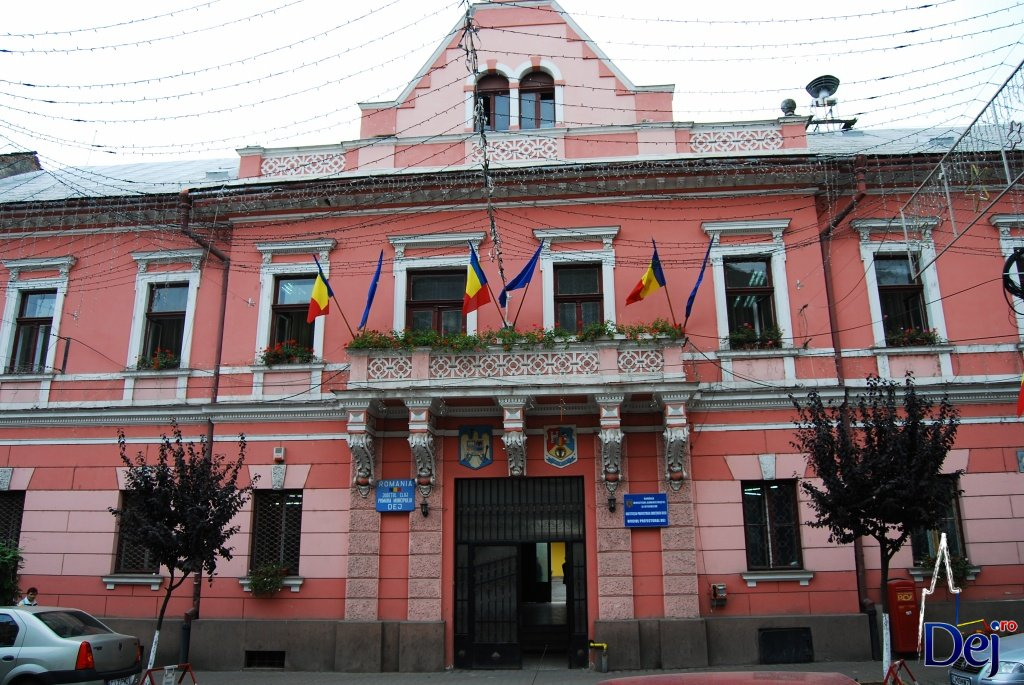
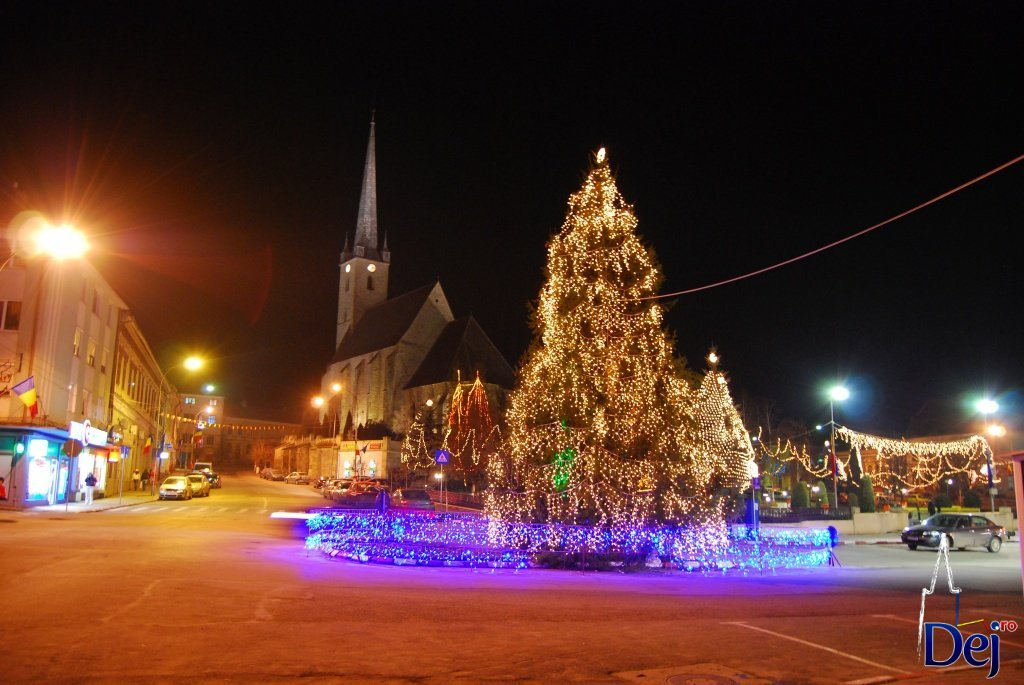
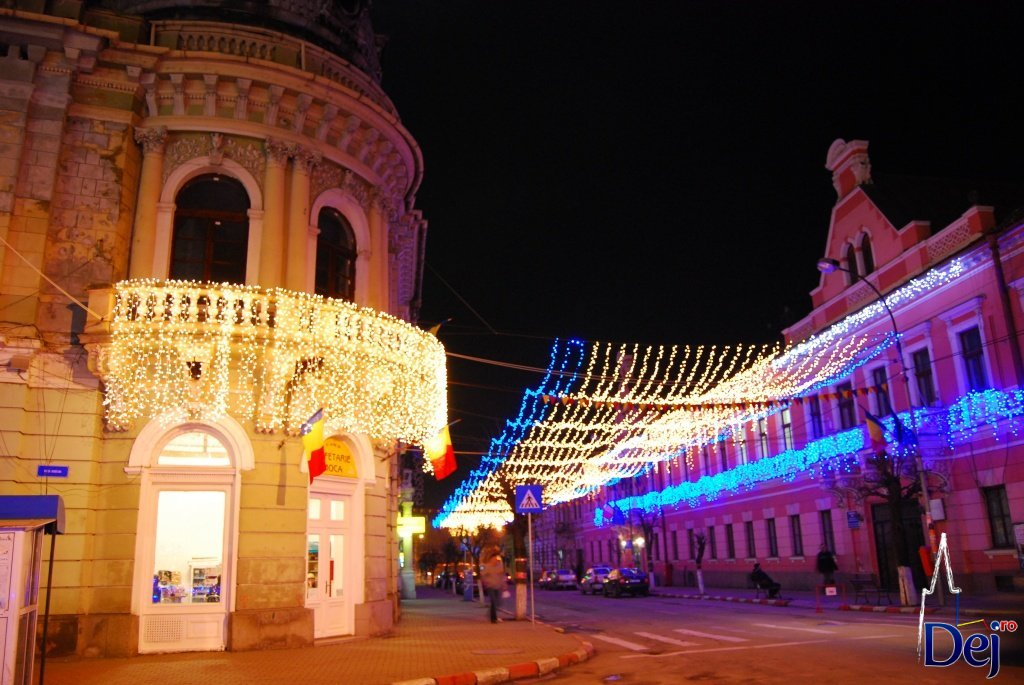
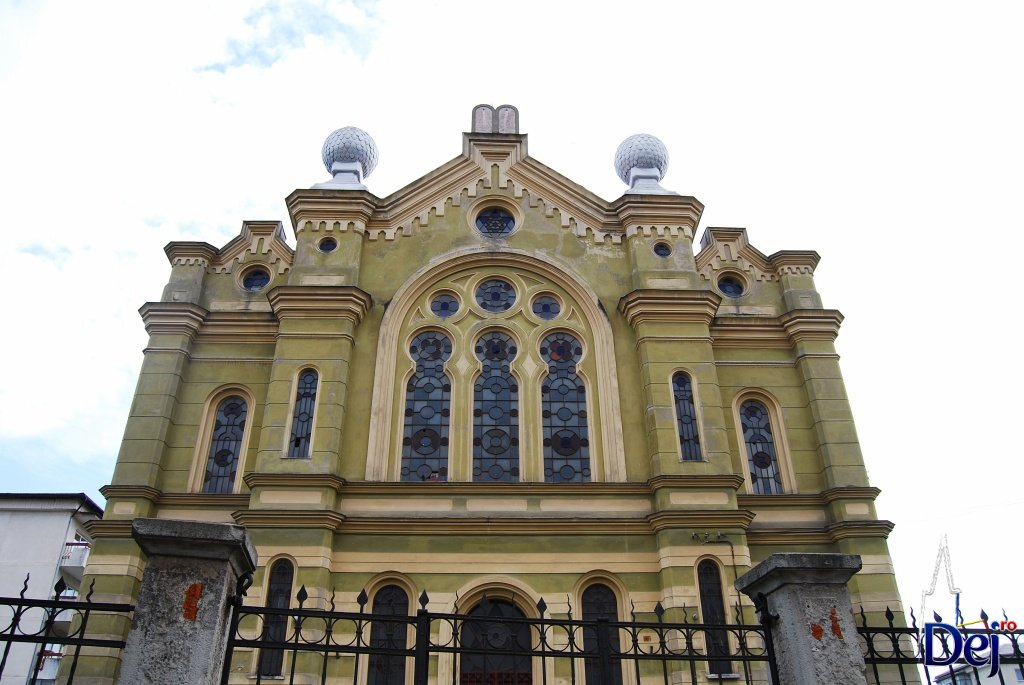
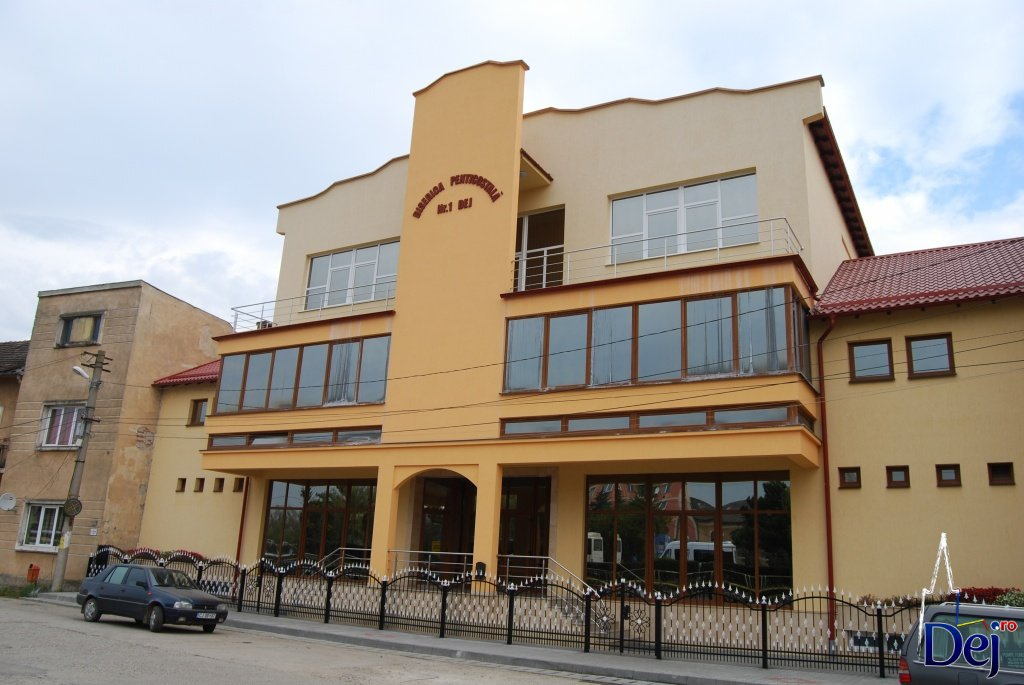
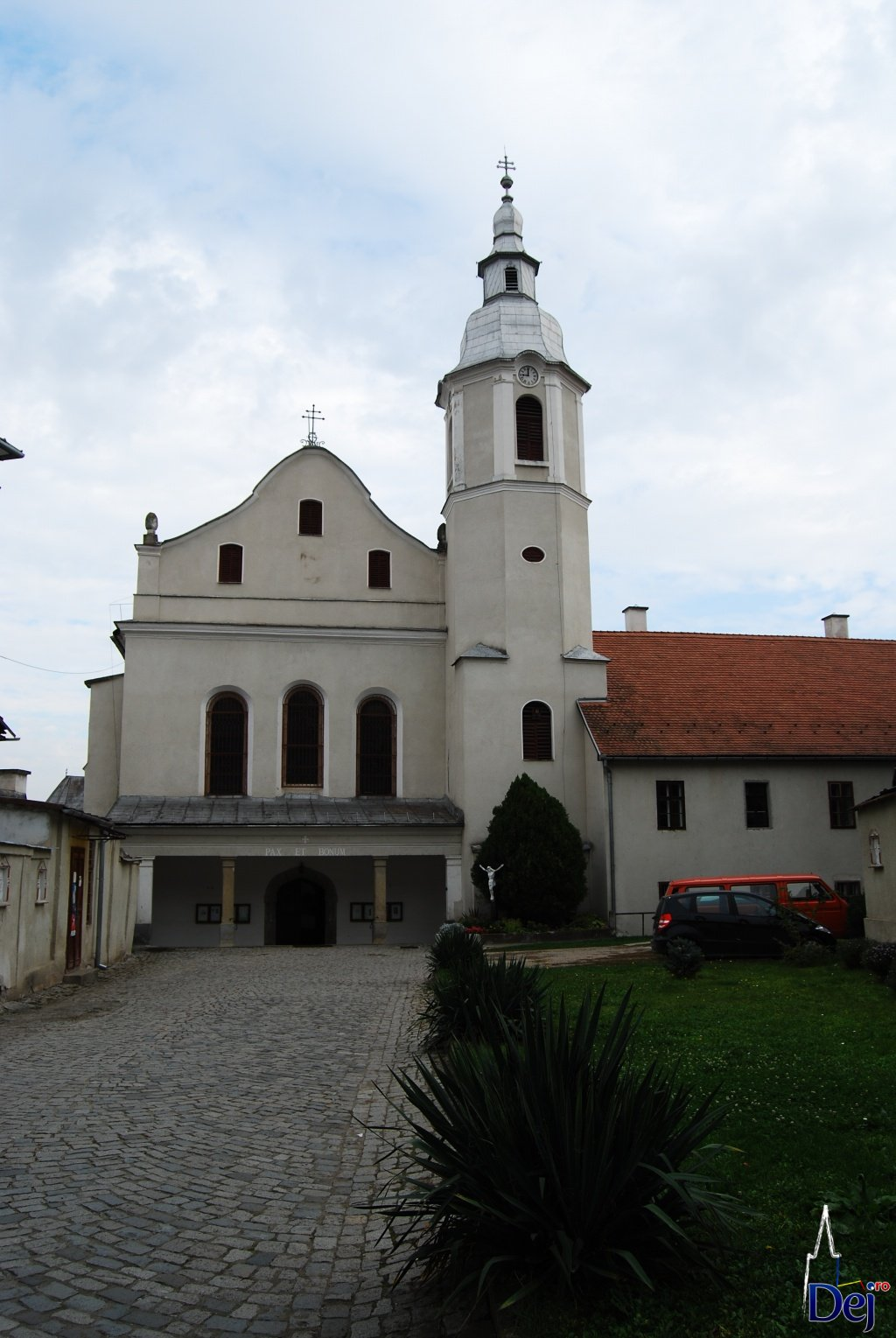
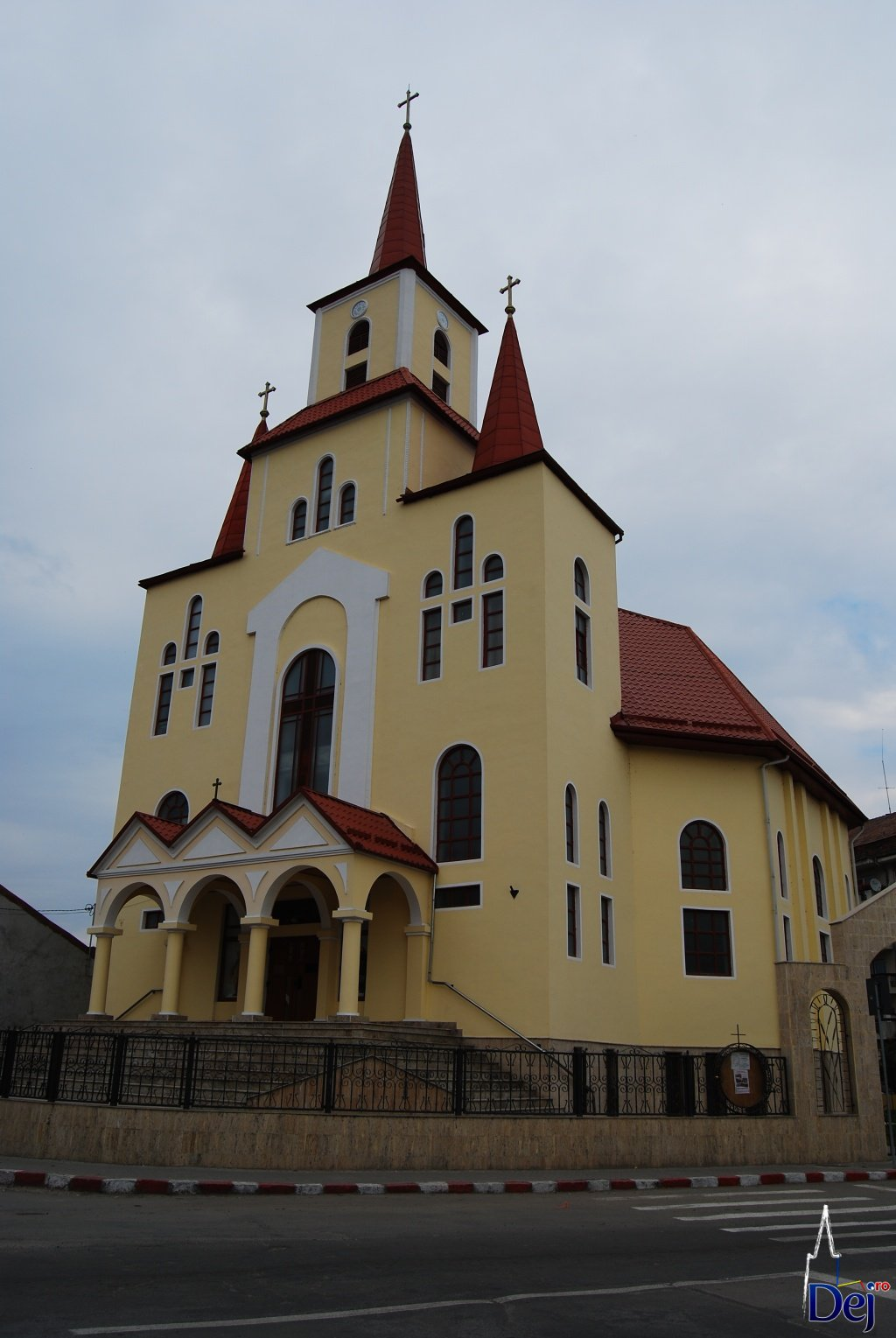
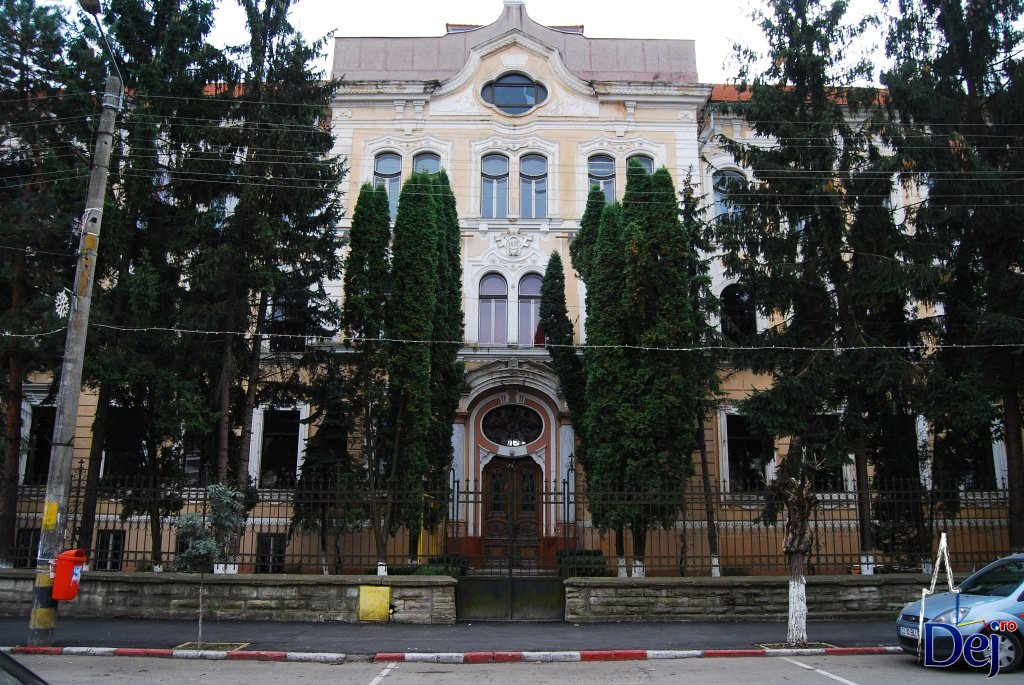